# Ruvina, Ruivós e Vale das Éguas
Ruvina, Ruivós e Vale das Éguas (llamada oficialmente União das Freguesias de Ruvina, Ruivós e Vale das Éguas) es una freguesia portuguesa del municipio de Sabugal, distrito de Guarda.

## Historia
Fue creada el 28 de enero de 2013 en aplicación de una resolución de la Asamblea de la República de Portugal promulgada el 16 de enero de 2013 con la unión de las freguesias de Ruivós, Ruvina y Vale das Éguas, pasando su sede a estar situada en la antigua freguesia de Ruvina.

## Demografía
| Gráfica de evolución demográfica de Ruvina, Ruivós e Vale das Éguas entre 2011 y 2021 |
|                                                                                       |
| Datos según el nomenclátor publicado por el INE portugués.                            |